# シャムキル県
座標: 北緯40度49分57秒 東経46度1分35秒 / 北緯40.83250度 東経46.02639度
シャムキル県（シャムキルけん、アゼルバイジャン語: Şəmkir）は、アゼルバイジャン北西部のギャンジャ＝ガザフ経済地区の県。
ソ連が1930年に「シャムコル県」として設置し、1991年の独立と共に改名し現在に至る。

## 地理
北から時計回りに
- サムフ県（英語版）
- ギョイギョル県（英語版）
- ダシュキャサン県（英語版）
- ギャダベイ県（英語版）
- トヴズ県

に接する。

## 自治体
- 市：1ヶ所（シャムキル）
- 都市型集落：4ヶ所（チナリ、ダッラー、ザヤム、クラ）
- 村：59ヶ所

## 土地利用
| 合計       | 1660.00 km2 |
| 農地       | 1245.00 km2 |
| 農業不適地 | 415.00 km2  |
| 牧畜       | 827.00 km2  |
| 野菜       | 388.00 km2  |
| 果樹園     | 27.70 km2   |

都市化率は33.5%。

## 歴史

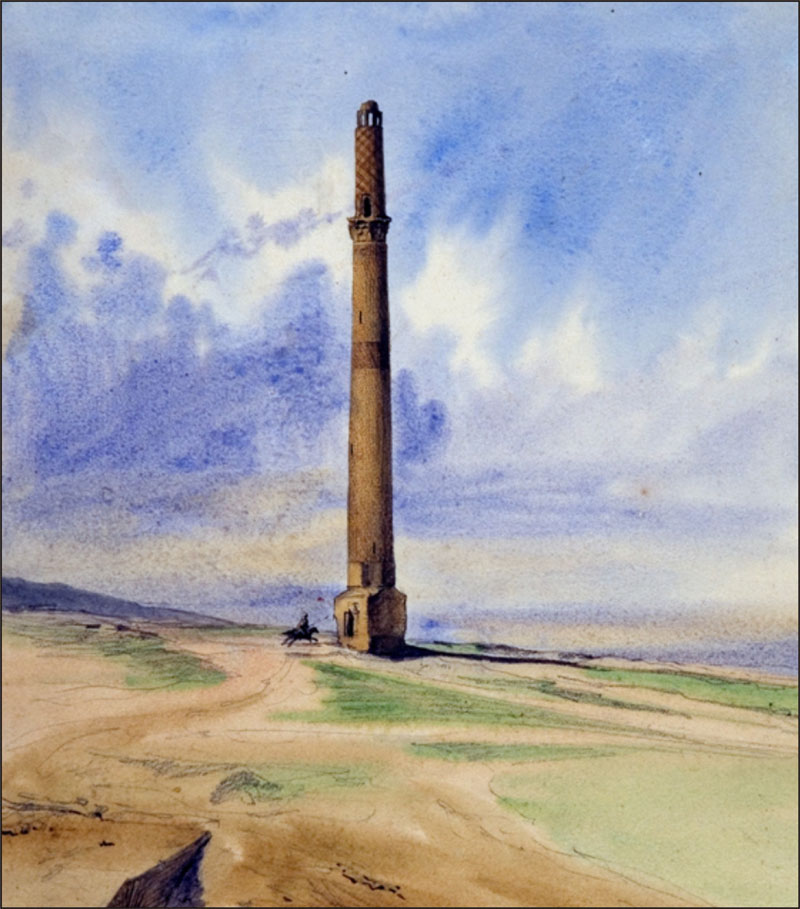
シャムキルの尖塔

古代シャムキルはクラ川右岸の20haの要塞で、川には2本の橋が架かっていた。
7世紀、イスラム帝国がシャムキルを占領し、Mütəvəkkilliyəと名付けた。
9世紀～12世紀、セルジューク朝の支配下でシャムキルは繁栄した。
12世紀、イルデニズ朝の支配下でシャムキルは繁栄した。
13世紀、シャムキルはモンゴル帝国への抵抗の重要拠点だった。
16世紀、地元のZülqədəz族の首長が支配した。
アゼルバイジャン・ハン国が存在した時代には、シャムキルはギャンジャ・ハン国に属した。
1803年、ロシア帝国が占領し併合した。
1826年9月3日、ロシア・ペルシャ戦争 (1826年-1828年)の中で、ロシア帝国がガージャール朝をシャムキルで破った。
19世紀前半、ロシア皇帝はコーカサス・ドイツ人を大量にコーカサスに移住させ、シャムキルにも大きな社会が出来た。
シャムキルは「アニオ」に改名された。
1938年、ソ連は「シャムコル」に改名した。
1991年、アゼルバイジャンの独立と共に「シャムキル」に改名された。

## 著名な出身者
- アフマド・ジャヴァド（英語版）(Əhməd Cavad)：アゼルバイジャン共和国国歌の作詞者。
- ファルマン・サルマノヴ（英語版）(Fərman Salmanov)：地理学者。
- ファジル・マンマドヴ（英語版）(Fazil Məmmədov Əsəd oğlu)：税務大臣。
- タジャッディン・メフデイェヴ（英語版）(Tacəddin Mehdiyev)：防衛大臣。

## 関連資料
- Comprehensive information about Azerbaijan
- Shamkir District Executive Authority
- Municipality information system